# Diango Hernández
Diango Hernández (* 1970 Sancti Spíritus) je kubánský výtvarník a sochař. Studoval industriální design na univerzitě v Havaně, kterou dokončil v roce 1994. Následně začal spolupracovat s několika dalšími umělci (mimo jiné Francisem Aceou) pod kolektivním jménem Ordo Amoris Cabinet. Jejich díla byla kromě Kuby vystavována také v Evropě a Severní Americe. V roce 2005 bylo Hernándezovo dílo vystavováno na Benátském bienále. Později se usadil v německém Düsseldorfu, kde má vlastní ateliér. Je autorem řady uměleckých knih.

## Knihy
- Revantgarde (2005)
- The Museum of Capitalism (2005)
- Swans Without a Lake (2007)
- Power Pencil (2007)
- Diamonds and Stones: My Education (2008)
- Out-of-Place Artifacts (2008)
- Losing You Tonight (2009)
- H Book (2011)
- A Kiss, a Hat, a Stamp (2011)
- Living Rooms, a Survey (2011)
- Lonely Fingers (2011)
- The New Man and the New Woman (2013)
- Socialist Nature (2014)
- The Book of Waves (2015)
- Theoretical Beach (2016)